# Титов, Геннадий Фёдорович
Геннадий Фёдорович Титов (14 июня 1932 — 29 сентября 2019) — советский деятель спецслужб, генерал-лейтенант госбезопасности. Первый заместитель начальника ПГУ (1989—1991). Начальник ВГУ — заместитель председателя КГБ СССР (1991).

## Биография
Родился 14 июня 1932 года в Петрозаводске. В 1952 году после окончания Ленинградского машиностроительного техникума принят на службу в органы КГБ СССР.
С 1956 года после окончания Института иностранных языков КГБ при Совете министров СССР в Ленинграде, был принят на службу во внешнюю разведку работал в представительстве КГБ в ГДР.
В 1961 году после окончания ВРШ ПГУ КГБ СССР работал в резидентуре внешней разведки в Лондоне под прикрытием должности советника Посольства СССР. С 1969 по 1971 годы — помощник, старший помощник начальника 3-го отдела ПГУ КГБ при СМ СССР. С 1971 года
заместитель резидента КГБ в Осло по линии «ПР» (политическая разведка). С 1972 года резидент КГБ в Осло под прикрытием должности Первого секретаря Посольства СССР, был выслан из страны.
С 1977 года помощник начальника ПГУ КГБ СССР. С 1980 года начальник 3-го отдела ПГУ КГБ СССР. В 1983 году произведён в генерал-майоры. С 1984 года первый заместитель руководителя, с 1987 года руководитель Представительства — уполномоченный КГБ при МГБ ГДР. С 1989 года первый заместитель начальника ПГУ КГБ СССР по Европе. В 1990 году произведён в генерал-лейтенанты. С 29 января по 11 сентября 1991 года начальник Второго Главного управления — заместитель председателя КГБ СССР.